# Гасфорта
Гасфорта (крим. Gasforta) — гора в Криму заввишки 217 м над рівнем моря в Бахчисарайському районі на лівому березі Чорної річки нижче від місця впадання в неї Сухої Річки. Являє собою викопний кораловий риф, складений мармурованими вапняками.
Із 7 вересня 2023 належить Бахчисарайському району Автономної Республіки Крим.

## Історія
Свою назву гора отримала за ім'ям Всеволода Густавовича Гасфорта — полковника, командира Казанського піхотного полку 16-ї піхотної дивізії в період Першої оборони Севастополя 1854—1855 років.

«Лівий фланг захищала так звана Госфортова висота, бо Гасфорт зі своїм полком захищав її…». Відома й інша назва цієї гори — П'ємонтська обсерваторія. 1855 року тут містилися позиції італійців — «П'ємонтський спостережний пункт».Оригінальний текст (рос.)
Левый фланг защищался так называемой Госфортовою высотою, потому что Гасфорт со своим полком защищал её…». Известно и другое название этой горы — Пьемонтская обсерватория. В 1855 году здесь находились позиции итальянцев — «Пьемонтский наблюдательный пункт».
— мемуари одного з учасників цих подій, опубліковані 1915 року в журналі «Исторический вестник»

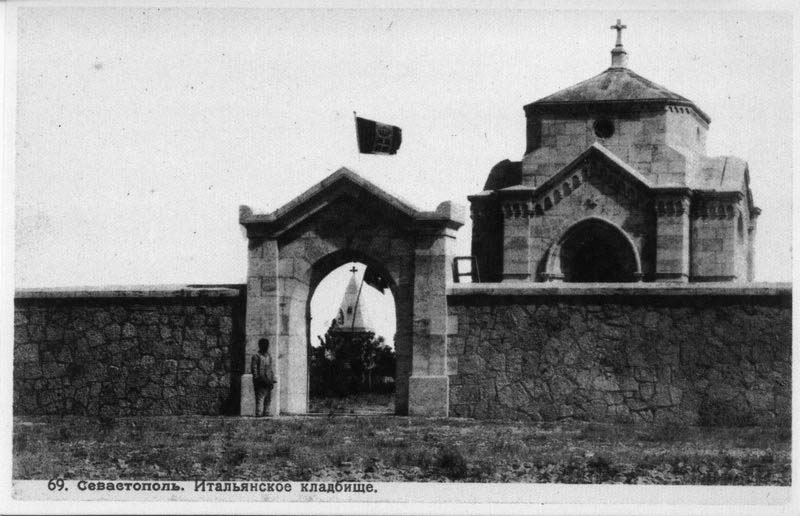
Ворота італійського кладовища на горі Гасфорта, 1910-ті

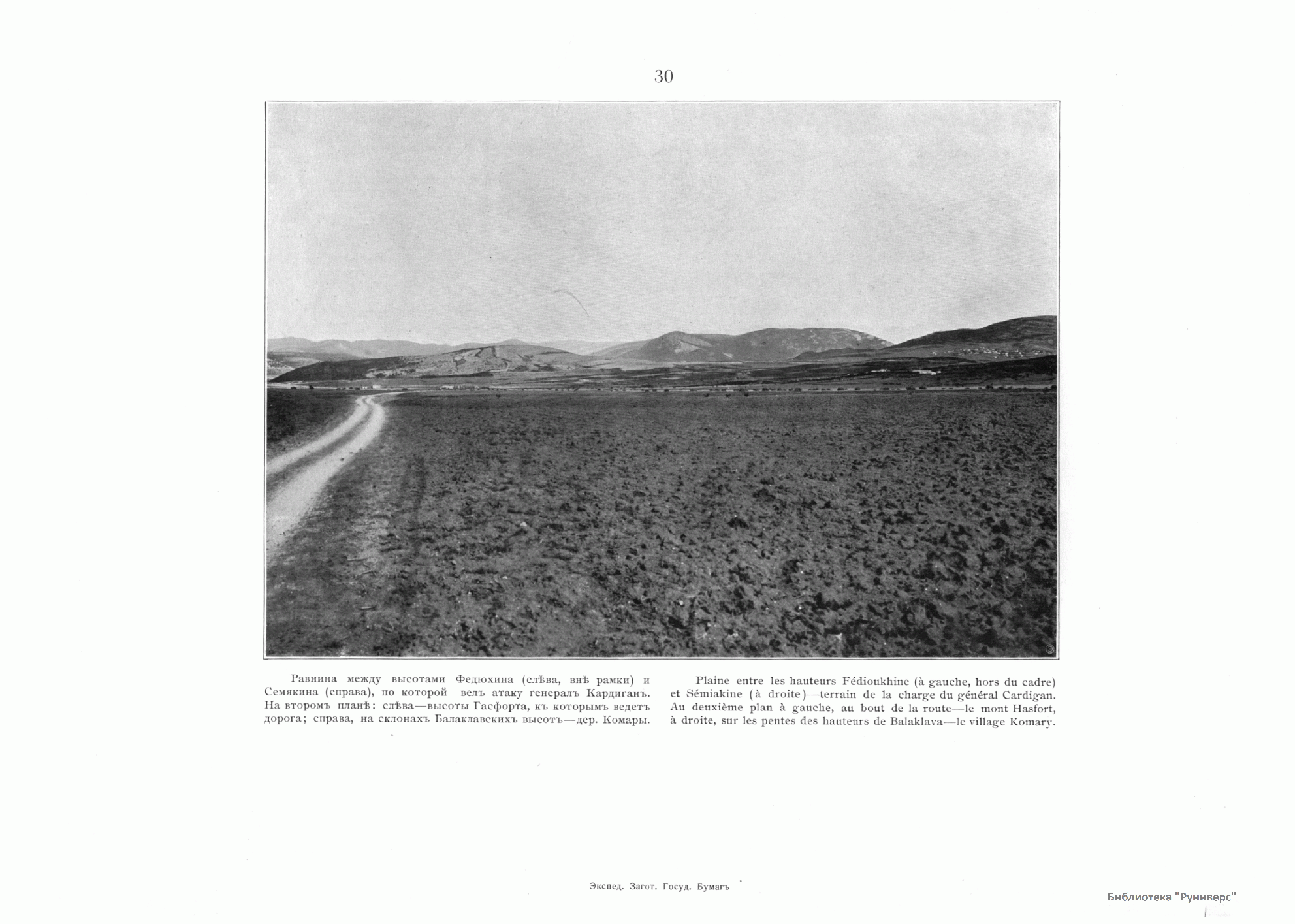
Вид на гору Гасфорта між Федюхінськими та Сем'якиними висотами, 1904

1882 року на горі Гасфорта облаштовано італійське військове кладовище, куди, з поховань біля сіл Камари (нині Оборонне) і Кади-Кой (нині частина Балаклави) перенесли останки солдатів, офіцерів, що загинули під Севастополем. Італійці перепоховали своїх співвітчизників на місці, де 1855 року перебували їхні позиції — «П'ємонтський спостережний пункт». На вершині спорудили каплицю з балаклавського мармурованого вапняку.
При будівництві італійського меморіалу були висаджені кактуси-опунції. Вони гарно прижились у місцевості та розрослись горою.
У 1941—1942 роках у період другої оборони Севастополя по горі Гасфорт проходив передовий оборонний рубіж захисників міста. Траплялися дні, коли за добу висота кілька разів переходила з рук до рук. Некрополь та каплицю було зруйновано.
1977 року біля схилу гори почалося будівництво гірничодобувного підприємства, що включає рудник та дробильно-збагачувальну фабрику. В середині 1980-х рудник закрили, його кар'єр поступово заповнили ґрунтові води, створивши озеро.
Від 2005 року російський байкерський клуб «Нічні Вовки» проводить на горі Гасфорта, на місці колишнього гірничо-збагачувального комбінату, щорічний фестиваль (байк-шоу).